# Национальный морской музей (Республика Корея)
Национальный морской музей (кор. 국립해양박물관 Кунним хэян панмульгван) — крупнейший морской музей в Корее. Третий по величине музей в стране. Расположен в районе Йондо-гу — города-метрополии Пусана. Целями функционирования музея объявлены сохранение коллекций артефактов, связанных с морем, проведение научных исследований и распространение знаний о море. Строительство музея началось в 2009 году, открыт он был 9 июля 2012 года. Общая площадь территории музея составляет 45 444 м², площадь самого здания — 25 803 м².
Выставки в этом музее посвящены различным аспектам мира морей и океанов. В собраниях музея представлены материалы по культуре, истории, биографиям известных деятелей, чья жизнь была так или иначе связана с морем, морским судам, морским животным, жизни в океане, морскому судоходству, морскому рельефу и развитию наук об океане. Музей является крупнейшим морским музеем в Корее. Финансовую поддержку музею оказывает Министерство морских дел и рыболовства Республики Корея.
Экспозиции музея насчитывают более 14 тысяч экспонатов — разнообразных предметов и реликвий, связанных как с историей, так и с будущим океана. Они представлены в восьми различных выставочных залах, специальном выставочном зале и детском выставочном зале. На территории музея также располагаются тематическая мультимедийная библиотека, аквариум, лекторий, открытый бассейн и кинотеатр в 4D.